# Hylomyscus baeri
Hylomyscus baeri — вид гризунів родини мишевих (Muridae). Він зустрічається в Кот-д'Івуарі, Гані та Сьєрра-Леоне. Його природне середовище проживання — субтропічні або тропічні вологі рівнинні ліси. Йому загрожує втрата середовища проживання.

## Морфологічна характеристика
Це гризун невеликого розміру з довжиною голови й тулуба від 82 до 115 мм, довжиною хвоста від 95 до 141 мм, довжиною стопи від 21 до 23 мм, довжиною вух від 14 до 19 мм і вагою до 36 грамів. Верх буро-коричневий, а черевна частина біла. Жовтувата лінія чітко розділяє дві частини вздовж боків. Хвіст довший за голову й тулуб і закінчується пучком волосся.

## Поведінка
Це деревний і нічний вид.